# Église Santa Caterina della Rota
Pour les articles homonymes, voir église Sainte-Catherine.
L'église Santa Caterina della Rota est un lieu de culte catholique de Rome, situé dans le quartier de Regola, via San Girolamo della Carità. 

## Histoire
C'est l'une des plus anciennes églises du quartier de Regola. À l'origine, elle avait le titre de Santa Maria in Catarina. Mais ce nom a subi de multiples variations, dont les plus fréquentes sont : in Cateneri, in Catenari, in Catinera et de Catenariis. Son premier nom est indiqué dans une bulle du pape Urbain III de 1186, document qui l'indique également comme une église paroissiale. 
Au XVIe siècle, l'église a été reconstruite avec des œuvres d'Ottaviano Mascherino et dédiée à sainte Catherine d'Alexandrie, martyrisée au IVe siècle pour ne pas vouloir renier sa foi. La tradition veut que la sainte subisse le martyre de la roue, d'où dérive le nom de l'église (della Rota), en dialecte Romanesco, de la rota. 
Depuis 1929, l'église est le siège de la vénérable archiconfrérie de Sant'Anna de 'Parafrenieri. 

## Description
La façade baroque remonte à 1730 et au centre du tympan se trouvent les armoiries du Chapitre de San Pietro, qui fut responsable de la restauration de l'église à la fin du XIXe siècle. 
L'intérieur a une seule nef avec trois chapelles de chaque côté. Le plafond en bois, datant du XVIe siècle et provenant de la Chiesa di San Francesco d'Assisi a Ponte Sisto (it), une église démolie à l'occasion de la construction des quais du Tibre, est particulièrement impressionnant.   